# جردن اوبراین
جردن اوبراین (انگلیسی: Jordan O'Brien؛ زادهٔ ۱۱ اکتبر ۱۹۹۲) بازیکن فوتبال اهل ایالات متحده آمریکا است.